# Storie di cronopios e di famas
Storie di cronopios e di famas (Historias de cronopios y de famas) è una raccolta di racconti e brevi testi di Julio Cortázar del 1962.
I racconti sono divisi in quattro sezioni:
- Manuale di istruzioni
- Occupazioni insolite
- Materiale plastico
- Storie di cronopios e di famas

## Edizioni
- Julio Cortázar, Storie di cronopios e di famas, Einaudi, 2010, ISBN 978-88-06-17383-8.